# Північна Ірландія
Півні́чна Ірла́ндія (англ. Northern Ireland, ірл. Tuaisceart Éireann, ольст-шотл. Norlin Airlann) — установча країна в Західній Європі, що входить до Сполученого королівства Великої Британії та Північної Ірландії. Межує з Республікою Ірландія в межах острова Ірландія. Столиця і найбільше місто — Белфаст. Адміністративно поділена (з 1975) на 6 графств (англ. counties).

## Географія

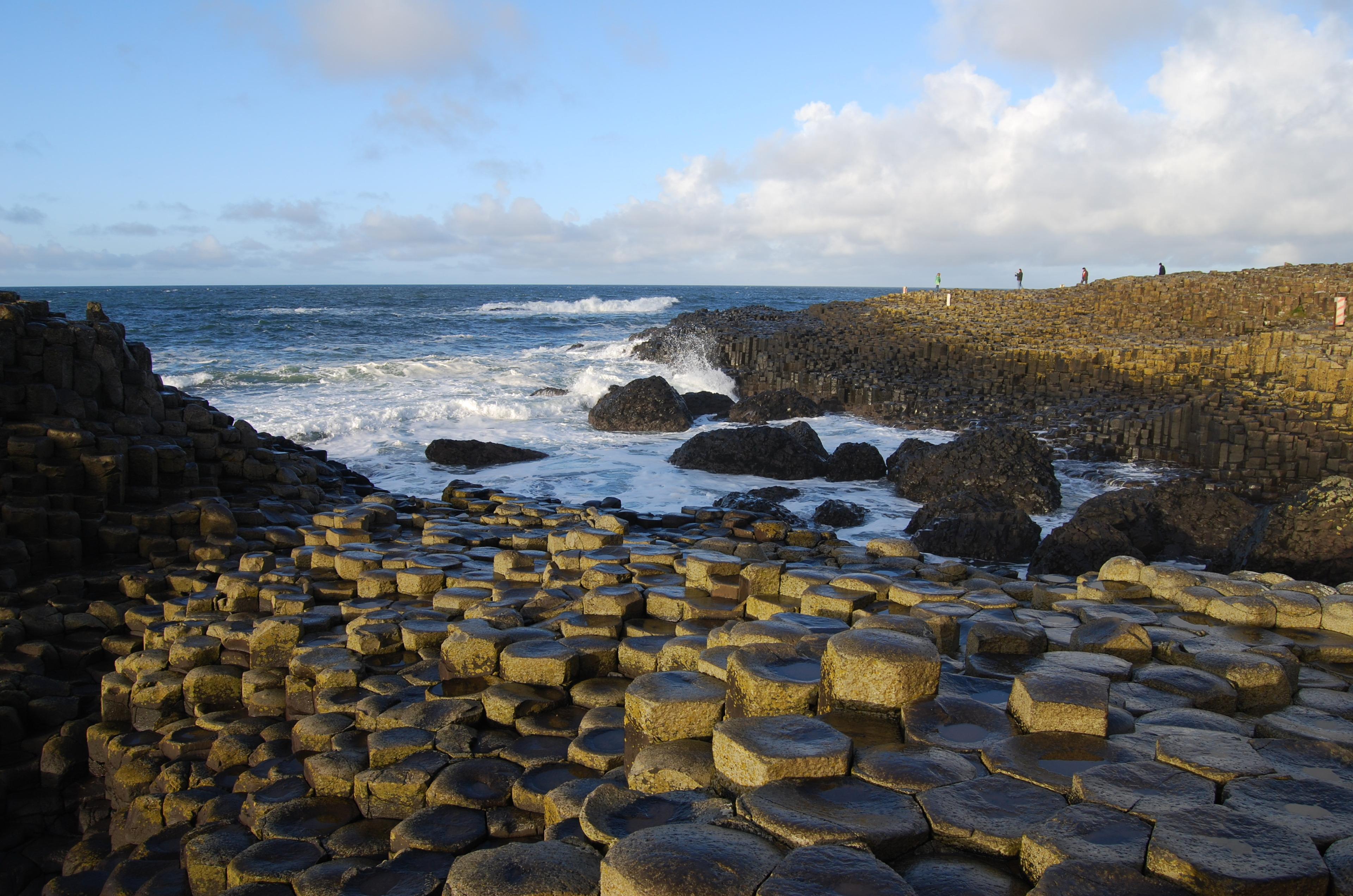
Дорога Гігантів, Антрім (графство)

У центральній частині Північної Ірландії розташоване озеро Лох-Ней, найбільше в Сполученому Королівстві (388 км²). Друга за величиною система озер — Верхній та Нижній Лох-Ерн на південному заході Північної Ірландії. Між цими озерами знаходиться рівнинна частина Північної Ірландії, а північний схід, південний схід і захід її території займають гори. Найвища точка Північної Ірландії — Слів-Донард в горах Морн (висота 848 м).

## Історія
Утворення Північної Ірландії датується 3 травня 1921 року, на підставі Government of Ireland Act 1920.
Північна Ірландія багато років була ареною гострого етнополітичного конфлікту (англ. The Troubles) між «націоналістами»-католиками та «юніоністами»-протестантами. Націоналісти виступали за політичне приєднання Північної Ірландії до решти Ірландії, а юніоністи, яких у Північній Ірландії більшість, хотіли залишитися у складі Сполученого Королівства. Загалом, юніоністи вважають себе британцями (або «ольстерцями»), а націоналісти — ірландцями, хоча ці відмінності не є однозначними. З моменту підписання Белфастської угоди (так звана «Страсноп'ятнична угода») у 1998 році, більшість напіввійськових формувань, що брали участь у боротьбі, припинили військові дії.
Найбільші внутрішні конфлікти краю відображено у настінних розписах.

## Адміністративний поділ
Адміністративно Північна Ірландія розділена на 6 графств та 26 районів. Всі шість графств Північної Ірландії: Антрім, Арма, Даун, Лондондеррі, Тайрон і Фермана, входять до північної провінції Ольстер.
| Мапа Ірландії з пронумерованими графствами. | Північна Ірландія 1. Антрім 3. Даун 2. Арма 4. Фермана 5. Лондондеррі 6. Тайрон |

## Економіка
Економіка Північної Ірландії є найменшою з чотирьох економік, що складають з себе загальну економіку Об'єднаного Королівства. Промисловість представлена традиційними суднобудуванням, текстильним і канатним виробництвом. Велика кількість населення зайнята у сфері обслуговування. Туризм також відіграє важливу роль в економіці країни. Останнім часом досить прибутковою є сфера високих технологій, в яку здійснюється інвестиційне вливання коштів.

### Азартні ігри
Азартні ігри у Північній Ірландії є легальною сферою, що контролюється державою, та входить до економіки Британії й регулюється Законом про азартні ігри Великої Британії 2005 року. При цьому, робота наземних казино в регіоні заборонена і розглядається питання щодо створення окремого законодавства для регіону та створення незалежної комісії з азартних ігор Північної Ірландії.

## Політика

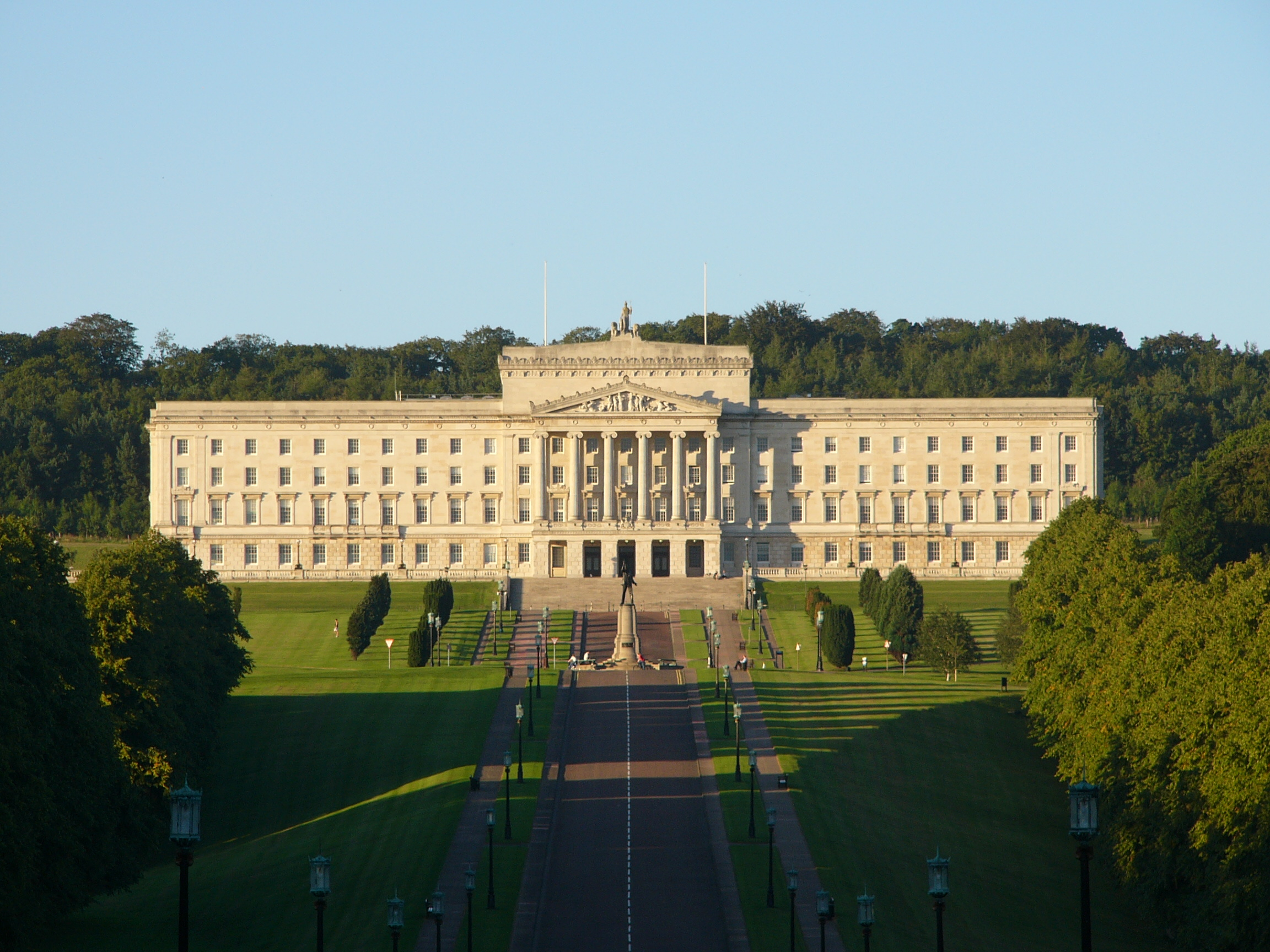
Асамблея Північної Ірландії

У Британському парламенті Північну Ірландію представляє 12 делегатів. Законодавчий орган — Асамблея Північної Ірландії (Tionól Thuaisceart Éireann), що складається зі 108 членів Законодавчих Зборів, що обираються населенням Північної Ірландії, обирають зі свого складу Спікера Зборів Північної Ірландії, Першого заступника спікера Зборів Північної Ірландії та Другого заступника спікера Зборів Північної Ірландії.
Виконавчий орган — Виконавчий Комітет Північної Ірландії (Feidhmeannas Thuaisceart Éireann), що складається з Першого міністра Північної Ірландії (Céad-Aire Thuaisceart Éireann), Заступника Першого міністра Північної Ірландії (leas-Chéad-Aire Thuaisceart Éireann) і 11 міністрів Північної Ірландії

## Населення
Населення Північної Ірландії щорічно зростає починаючи з 1978 року. За останніми даними воно становить 1 775 000 осіб.
Етнічний склад населення Північної Ірландії неоднорідний: тут живе близько 500 тис. корінних жителів острова Ірландія — ірландців-католиків і приблизно 1 млн англо-ірландців і шотландо-ірландців. Більшість — протестанти, які є британцями за культурою і традиціями. Вони віддані ідеї збереження конституційних зв'язків з британською короною. Решта населення Північної Ірландії є католицькою та ірландською за культурою та історією. Ця частина населення виступає за союз з Ірландською Республікою. Таким чином, в Північній Ірландії історично склалися три групи населення, що розрізнялися між собою за релігією та культурою, дані групи населення досить насторожено ставляться одна до одної. Східні області Північної Ірландії були зайняті переселенцями з Шотландії — пресвітеріани, центральні і північні провінції заселили англійці, які належали до Англіканської церкви, в крайніх західних і прикордонних з Ірландією районах жили залишки корінного населення — ірландці, католики за своїм віросповіданням.
Середня тривалість життя у чоловіків — 76 років, у жінок — 80.8 років.

## Релігія

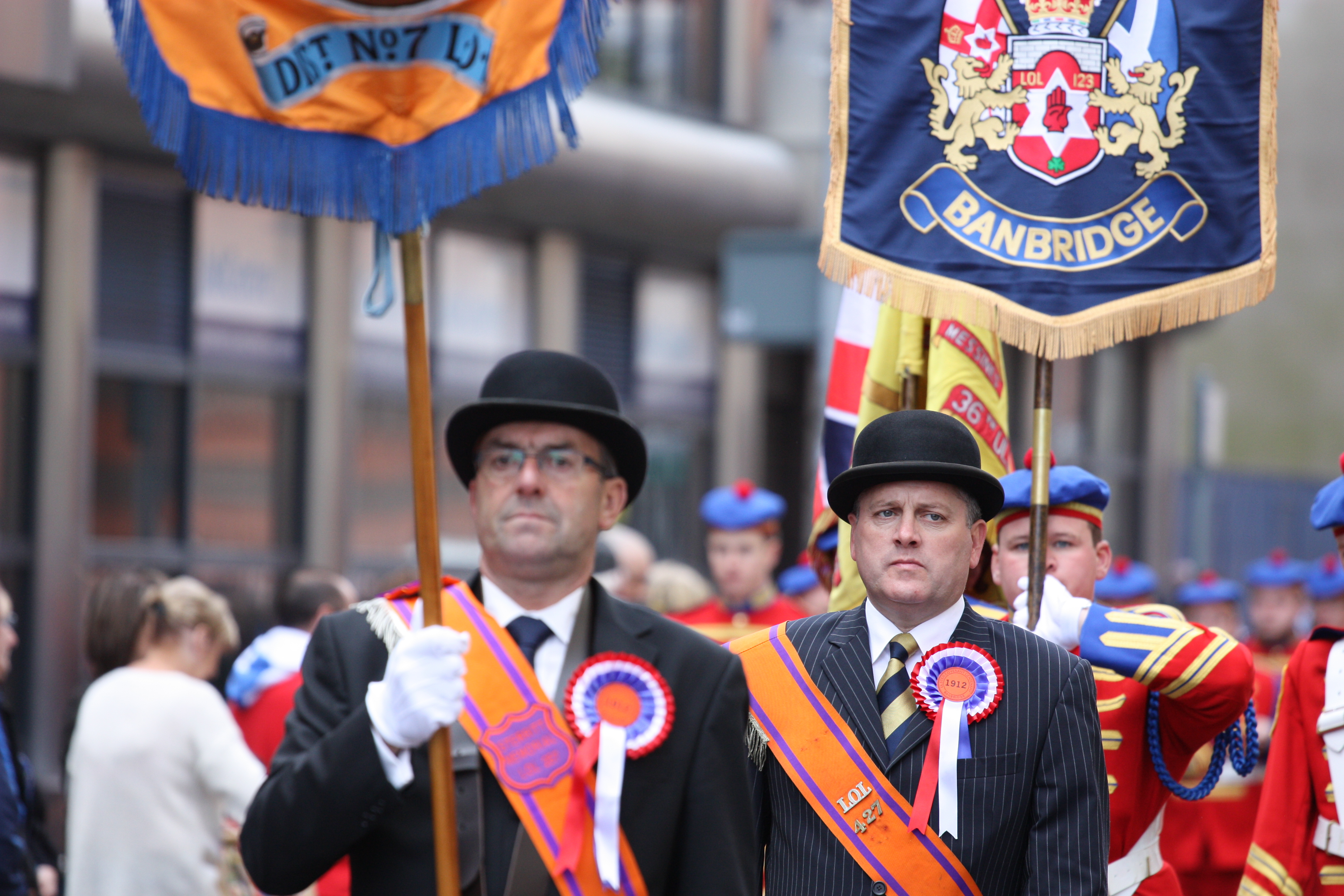
Помаранчевий марш протестантів

Релігійне протистояння почалося ще з XII століття, коли вперше нормани з'явилися в Ірландії та згодом заснували колонію Пейл. Поступово, до кінця XVI століття, англійське панування було встановлено на всій території Ірландії. Реформація і конфіскація монастирських земель наприкінці 30-х років XVI століття супроводжувалися також конфіскацією земель ірландців і передачею їх англійським колоністам. В цей час релігійні гоніння викликали нові й нові повстання по всій Ірландії. У XVII столітті вже офіційно було закріплено релігійне панування: Вільгельм Оранський проголосив протестантизм державною релігією. В результаті всіх нововведень католики були позбавлені права на покупку та оренду земель, права на освіту дітей і були змушені платити величезні податки на утримання англіканської церкви. У такій гострій релігійній ситуації католики стали об'єднуватися для відстоювання своїх прав. Наприклад, в 1775 році була заснована «католицька ліга», пізніше, вже в 1823 році, була створена «католицька асоціація», метою якої також була емансипація католиків. «Асоціація» домоглася підписання в 1829 році Акту про емансипацію католиків, що дозволив католикам займати державні посади. Наприкінці XX століття у зв'язку із загостренням ситуації та введенням в 1972 році прямого правління в регіоні уряд спробував вжити низку заходів для поліпшення міжрелігійних відносин. Зокрема, в 1973 році був виданий Акт уряду, в якому обговорювалися заходи щодо боротьби з расовою і релігійною дискримінацією в різних сферах життя населення: в освіті, при прийомі на роботу, при виконанні представницьких функцій. Акт передбачав утворення Постійної Консультативної Комісії з прав людини, Трибуналу для вирішення цивільних скарг, який би розглядав можливі випадки дискримінації, а також установи низку окремих посад для забезпечення рівного положення протестантів і католиків в регіоні.
Протестанти 54 %, католики 31 %.
| Національна ідентичність         | Разом  | Релігійна приналежність | Релігійна приналежність      | Релігійна приналежність | Релігійна приналежність |
| Національна ідентичність         | Разом  | Католики                | Протестанти і інші християни | Не християни            | Не релігійні            |
| -------------------------------- | ------ | ----------------------- | ---------------------------- | ----------------------- | ----------------------- |
| Британці                         | 48.4 % | 12.9 %                  | 81.6 %                       | 50.1 %                  | 55.9 %                  |
| Ірландці                         | 28.4 % | 57.2 %                  | 3.9 %                        | 12.4 %                  | 14.0 %                  |
| Північні ірландці                | 29.4 % | 30.7 %                  | 26.9 %                       | 18.0 %                  | 35.2 %                  |
| Англійці, шотландці або валлійці | 1.6 %  | 0.8 %                   | 1.5 %                        | 2.9 %                   | 5.2 %                   |
| Інші                             | 3.4 %  | 4.4 %                   | 1.0 %                        | 29.1 %                  | 7.1 %                   |

## Мови
Белфастськими угодами 1998 року, крім англійської, офіційними мовами регіону були визнані ірландська та ольстерсько-шотландська мови. У 1999 році було створено два агентства з підтримки ірландської та ольстерсько-шотландської мов, в рамках яких проводилася допомога у вивченні даних мов в школах і факультативних мовних центрах. У 2003 році Британський та Ірландський уряди спільно висловили свою прихильність принципам, встановленим Актом про Північну Ірландію 1998 року, і заявили про створення урядових установ, спрямованих на здійснення даної програми. Був створений інтегрований додатковий фонд фінансування, пов'язаних з програмою проєктів. В рамках цього фонду було виділено 12 мільйонів фунтів стерлінгів на п'ять років з метою забезпечити доступне навчання ірландської мови. Також було створено орган з управління такими проєктами, до складу якого входили представники урядів двох держав, місцеві органи влади та муніципалітети, що полегшувало здійснення передбачених програм. Окремим пунктом заяви урядів 2004 року стало визнання британської та ірландської жестових мов, що також було передбачено ще белфастськими угодами. Ці мови належать до різних родин (британської та французької, відповідно). У регіоні Північної Ірландії на 2004 рік проживало 3500 глухих, що користуються британською жестовою мовою і 1500 осіб — ірландською.
Щодо ольстерсько-шотландської мови у 2006 році угодою в Сент-Ендрюсі були зроблені аналогічні заходи, як і щодо ірландської мови. Зокрема, у 2006 році була створена Ольстерська Академія Шотландців, функцією якої мало стати збереження культурного колориту та мови ольстерських шотландців. Для забезпечення масового використання ольстерсько-ірландської та ольстерсько-шотландської мов були задіяні також такі сфери як телебачення і радіомовлення, за допомогою гарантування програм на мовах меншин.

## Символи Північної Ірландії

Прапор 1953—1972

На державних заходах у Північній Ірландії часто виконується гімн Сполученого Королівства God Save the King. На Іграх Співдружності та деяких інших спортивних змаганнях команда Північної Ірландії користується прапором Ольстеру (попри його неофіційний статус) і мелодією Londonderry Air (часто зі словами Danny Boy), також неофіційною, як національним гімном. 

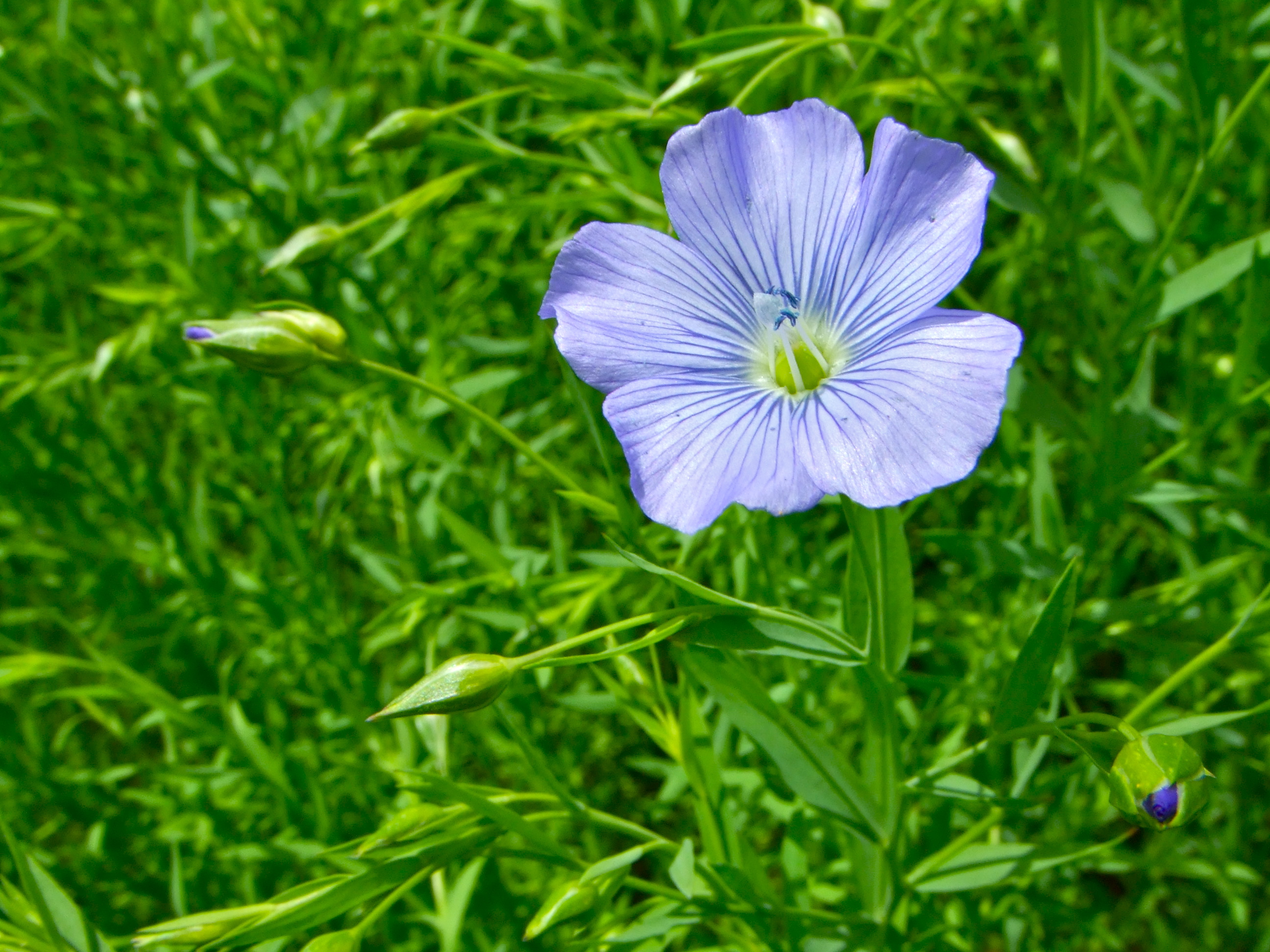
Льон — офіційна квітка, зображена на логотипі Національної Асамблеї

Збірна Північної Ірландії з футболу також використовує ольстерський прапор, але як гімн співає God Save The Queen. Основні матчі Гельської атлетичної асоціації відкриваються національним гімном Ірландії Amhrán na bhFiann («Пісня солдата»), як і інші загальноірландські спортивні організації.
З 1953 по 1972 рік урядом та урядовими організаціями Північної Ірландії використовувався спеціальний «Ольстерський прапор». Він складався з георгіївського хреста, всередині якого були розташовані біла шестикутна зірка і червона кисть (символ стародавнього Ольстера). Зверху над зіркою була корона.
Неофіційно жителі Північної Ірландії вивішують на свята той прапор, який відповідає їх політичним пристрастям: прапор Великої Британії, Північної Ірландії або Ірландської Республіки. Перші два використовуються юніоністами — прихильниками союзу з Великою Британією, останній — націоналістами, особливо на спортивних заходах. Воєнізовані формування з обох сторін мають власні прапори.
У 1923 році головний герольд Невілл Родвелл Уілкінсон створив ескізи державної печатки та прапора Північної Ірландії. У січні 1924 року в Лондоні він провів обговорення вигляду майбутнього герба з представниками уряду Північної Ірландії. Остаточний вигляд герба був визначений представником Уілкінсона, Томасом Садлером у квітні 1924 року, він повторював вигляд створеного роком раніше прапора. Герб отримав схвалення кабінету Північної Ірландії. Королівський указ, підписаний Георгом V і затверджений у Міністерстві внутрішніх справ, був підписаний 2 серпня 1924 року. Герб був зареєстрований в Реєстрі Гербів в Дубліні. З 1972 року цей герб не є офіційним.